# 岡芳郎
岡 芳郎（おか よしろう 1962年（昭和37年‐））は、日本の脚本家、講師。

## 作品

### テレビ
- あぶない刑事（1986～1987）
- あきれた刑事（1987～1988）
- もっとあぶない刑事（1988～1989）
- 勝手にしやがれヘイ!ブラザー（1989～1990）
- 刑事貴族（1990）
- 刑事貴族2（1991）
- 俺たちルーキーコップ（1992）
- 刑事貴族3（1992）
- はみだし刑事情熱系（1998～2004）
- 時効（2004）
- ゴルゴ13（2008～2009）
- ハンチョウ〜神南署安積班〜（2010）
- ハンチョウ〜警視庁安積班〜（2011～）

### 映画
- 2003年1月11日 姐御 東映ビデオ
- 2014年11月1日 25 NIJYU-GO 東映ビデオ
- 2019年2月8日 君がまた走り出すとき
- 2024年5月24日 帰ってきた あぶない刑事[2]

### Ⅴシネマ
- 1989.08.＿ 狙撃 THE SHOOTIST (V) 東映ビデオ
- 1990.08.10 狙撃2 THE SHOOTIST (V) 東映ビデオ
- 1991.12.13 狙撃3 THE SHOOTIST (V) 東映ビデオ
- 1994.01.14 狙撃 完結篇 THE SHOOTIST (V) 東映ビデオ
- 1994.10.14 用心坊 極道狩り (V) 東映ビデオ
- 1994.11.11 MOKOにおまかせ (V) 東映ビデオ
- 1995.06.09 極道おとこ熟 (V) 東映ビデオ
- 1996.02.09 あやしい人妻 テレクラ・リポート (V) 東映ビデオ
- 1996.06.14 BE-BOP HIGHSCHOOL3 不良少年人生問答 (V) 東映ビデオ
- 1996.07.12 BE-BOP HIGHSCHOOL4 不良人生摩訶不思議 (V) 東映ビデオ
- 1996.09.13 女教師日記2 暴かれた性 (V) 東映ビデオ
- 1996.10.11 BE-BOP HIGHSCHOOL5 舎弟番長デビュー篇 (V) 東映ビデオ
- 1996.11.08 BE-BOP HIGHSCHOOL6 ハッタリ野郎暴走篇 (V) 東映ビデオ
- 1997.01.10 BE-BOP HIGHSCHOOL 極道の娘バトルロイヤル篇 (V) 東映ビデオ
- 1997.03.14 XX しなやかな美獣 (V) 東映ビデオ
- 1997.08.08 BE-BOP HIGHSCHOOL 愛徳VS城東 代理戦争篇 (V) 東映ビデオ
- 1997.09.12 BE-BOP HIGHSCHOOL 高校与太郎子連れ狼篇 (V) 東映ビデオ
- 1997.12.12 BE-BOP HIGHSCHOOL 武闘派番長・決闘派 (V) 東映ビデオ
- 1998.09.11 BE-BOP HIGHSCHOOL 血染めの学ラン 純愛篇 (V) 東映ビデオ
- 1998.11.13 平成残侠伝 血刃が吼える！ (V) 東映ビデオ
- 1999.05.14 平成残侠伝 血闘 (V) 東映ビデオ
- 1999.07.09 新極道伝説 三匹の竜 (V) 東映ビデオ
- 2000.03.10 ながれもの 横浜極道戦争 (V) 東映ビデオ
- 2000.07.＿ ながれもの2 横浜極道戦争 (V) 東映ビデオ
- 2000.12.08 侠道4 (V) 東映ビデオ
- 2000.12.15 仁義26 抗争と野望 (V) 日本映像
- 2001.01.19 本気！18 血闘編 (V) 日本映像
- 2002.04.19 本気！22 激闘編 (V) 日本映像
- 2002.10.18 本気！24 反逆編 (V) 日本映像
- 2003.10.17 本気！28 争奪編 (V) 日本映像